# Joseph Hoàng Văn Tiệm
Joseph Hoàng Văn Tiệm SDB (ur. 12 września 1938 w Hải Sơn, zm. 17 sierpnia 2013) – wietnamski duchowny katolicki, biskup diecezji Bùi Chu w latach 2001-2013.

## Życiorys
W 1960 wstąpił do nowicjatu salezjanów. Studiował w Hongkongu (1962-66) oraz w Salezjańskim Instytucie Teologicznym w Betlejem (1969-73).
Święcenia kapłańskie przyjął 19 kwietnia 1973. Po święceniach pracował jako profesor teologii moralnej w Instytucie Salezjańskim w Đà Lạt. W latach 1975–1995 był proboszczem parafii w Thái Bình. W 1995 roku został wykładowcą teologii moralnej w Wyższym Seminarium Duchownym w Hanoi, gdzie pracował aż do nominacji biskupiej.

### Episkopat
4 lipca 2001 został mianowany przez papieża Jana Pawła II biskupem diecezji Bùi Chu. Sakry biskupiej udzielił mu 8 sierpnia tegoż roku ówczesny arcybiskup Hanoi, kard. Paul Joseph Phạm Đình Tụng.